# رود سامارا
 رود سامارا رودی است به Saratov Reservoir می‌ریزد. این رود از کشور روسیه می‌گذرد.